# ادوین پلیمپتون آدامز
ادوین پلیمپتون آدامز (انگلیسی: Edwin Plimpton Adams؛ زاده ۲۳ ژانویهٔ ۱۸۷۸ درگذشته ۳۱ دسامبر ۱۹۵۶) یک دانشمند اهل American بود.